# Acumyia acericola
Acumyia acericola är en tvåvingeart som beskrevs av Harris 2008. Acumyia acericola ingår i släktet Acumyia och familjen gallmyggor. Inga underarter finns listade i Catalogue of Life.